# 鷹栖町
鷹栖町（たかすちょう）は、北海道上川総合振興局にある町。

## 概要
北海道のほぼ中央、北海道第二の都市旭川市と和寒町に隣接している。鷹栖町中心部から旭川市中心部まで車で約25分という利便性の高さから、南部の北野地区は旭川市のベッドタウンとして開発が進んできた。道央自動車道の延伸により、札幌圏や道北・道東など北海道各地へのアクセスも容易であることが特徴である。

## 地理
- 北海道中央部、上川盆地の北に位置している。小高い丘に囲まれた小盆地状の地形。町内はほぼ全域にわたって碁盤目状に道路が張り巡らされている。
- オサラッペ川が北から南へ流れ、町の南端で石狩川へ注ぐ。

### 隣接している自治体
- 北は和寒町、他の三方は旭川市に隣接している。

## 歴史
「鷹栖」の地名の由来であるが、鷹栖町はかつてトンビをはじめハイタカやオオタカなどの大きな鳥が生息していており、大空に輪を描いて舞っていたといわれ、その光景を目の当たりにした人が「大きな鳥（鷹）の棲むところ（巣）」を意味するアイヌ語「チカップニ」と呼ぶようになり、それが意訳され、「鷹栖」となったといわれている。
1892年（明治25年）、石狩国上川郡のうち石狩川右岸一帯を鷹栖村とした。1924年（大正13年）6月4日付けでこの鷹栖村は東鷹栖村（現在の旭川市東鷹栖地区）・鷹栖村（現在の鷹栖町）・江丹別村（現在の旭川市江丹別地区）の三村に分かれた。
- 1892年(明治25年) ： 上川郡に（旧）鷹栖村が置かれる
- 1906年（明治39年） ： 二級町村制、上川郡（旧）鷹栖村となる。上川郡比布村（現比布町）が分村
- 1909年（明治42年） ： 一級町村制
- 1924年（大正13年） ： （旧）鷹栖村が東鷹栖村と改称し、（新）鷹栖村（一級）と江丹別村（二級）が分村
- 1956年（昭和31年）：鷹栖村老人会結成
- 1960年（昭和35年）：鷹栖村商工会結成
- 1969年（昭和44年）： 町制施行、鷹栖町となる
- 1972年（昭和47年）：町民憲章制定
- 1974年（昭和49年）：8月8日を「町民の日」に制定
- 1975年（昭和50年）：総合健診開始
- 1978年（昭和53年）：郷土資料館開館
- 1981年（昭和56年）：総合グランド・メロディー橋完成
- 1983年（昭和58年）：「オオカミの桃」販売開始
- 1985年（昭和60年）：町民球場完成
- 1992年（平成4年）：鷹栖町開基100年記念式典を挙行
- 1994年（平成6年）：たかすメロディーホール・鷹栖町総合体育館完成
- 1995年（平成7年）：オーストラリアゴールドコースト市と姉妹都市提携調印
- 1999年（平成11年）：サンホールはぴねす開館
- 2001年（平成13年）：鷹栖町ホームページ開設
- 2008年（平成20年）：生ごみ堆肥化施設完成
- 2009年（平成21年）：たかすサポーターズカード発行開始
- 2013年（平成25年）：あったかすくんリニューアル
- 2018年（平成30年）：農業交流センター「あったかファーム」開設

## 行政

### 町長
谷寿男（2013年11月5日就任。3期目）

## 経済・産業
産業
- 基幹産業は農業で、道内屈指の米どころである。野菜の生産も盛ん。高級トマトジュースである「オオカミの桃」は、道内外に出荷され、知名度が高い。近年はワイン用品種のぶどう生産も盛んで、ワイナリーもある。

立地企業

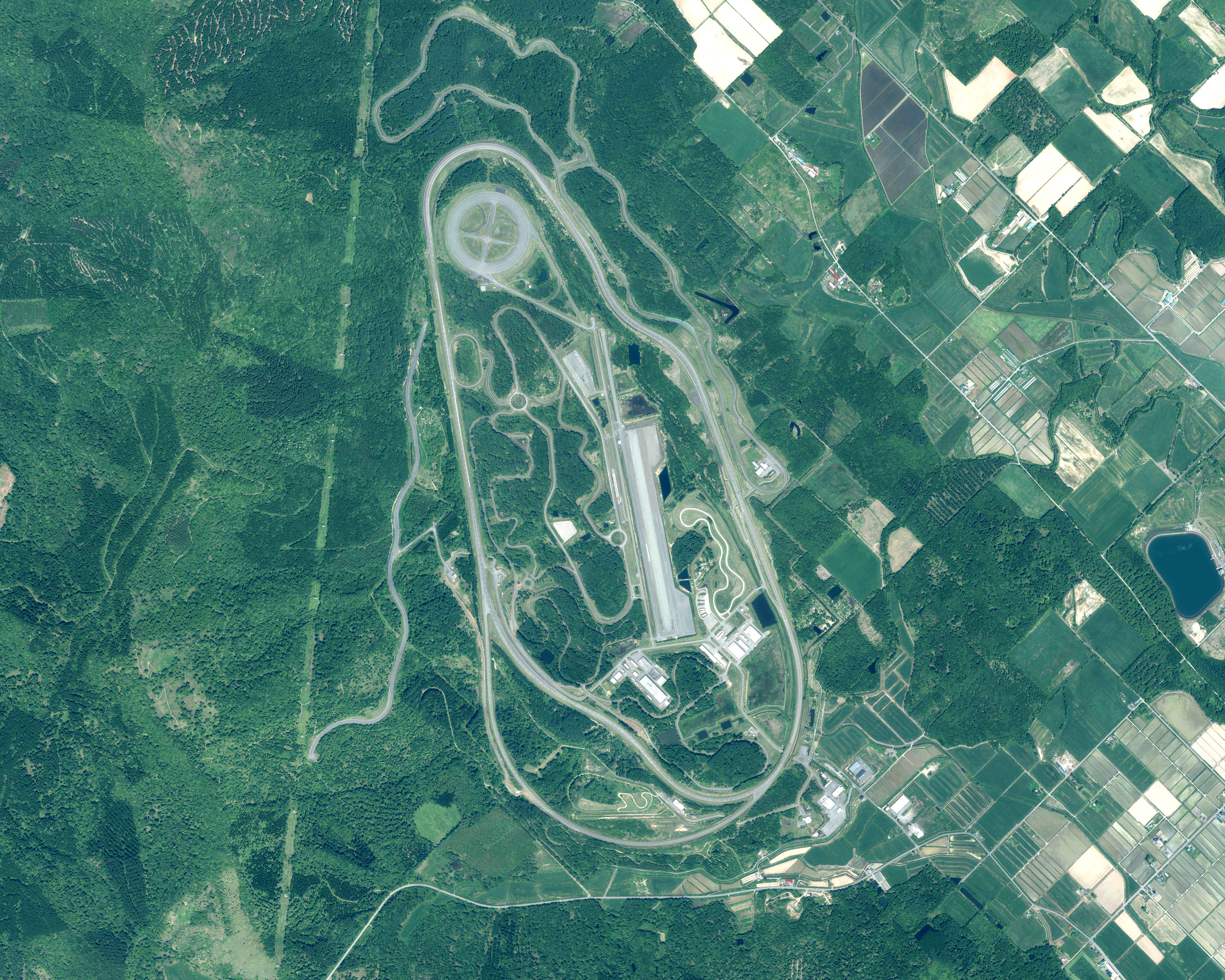
本田技研総合試験場鷹栖プルーピンググラウンドの空中写真。2024年6月8日撮影の6枚を合成作成。。

- 本田技研工業の鷹栖プルービンググラウンド（テストコース）が有り、主にNSX、インテグラ等のスポーツモデルやCR-V等の4WD、北米向け車両の研究開発や車両の寒冷地走行テストが行われている[2]。
- 株式会社ダイゼンが本社を置く（登記上の本店は旭川市）。小型スーパーのDZマートを道北、道東、空知に30店舗展開している（2024年4月現在）。なお、町内に店舗は無い[3]。

農協
- あさひかわ農業協同組合（JAあさひかわ）北野基幹支所[4]
- たいせつ農業協同組合（JAたいせつ）鷹栖支所[5]

郵便局
- 鷹栖郵便局（集配局）[6]
- 北鷹栖郵便局[7]

宅配便
- ヤマト運輸
  - 旭川西営業所（旭川末広）[8]/宅配便ロッカー ヤマト運輸旭川末広センター[9]
  - 周辺コンビニ、ドラッグストアなど[10]
- 佐川急便：旭川営業所（旭川市工業団地）[11]

## 公共機関
警察
- 旭川中央警察署
  - 鷹栖駐在所
  - 北野駐在所
  - 北斗駐在所

消防
- 旭川市消防本部鷹栖消防署

## 姉妹都市・提携都市

### 国内
- 「ホークス交流」 - 同じ「鷹」の字を含む秋田県鷹巣町（現・北秋田市）、東京都三鷹市、山形県白鷹町、長崎県鷹島町（現・松浦市）との交流。2007年3月末に解散したが、その後も交流を続けている。松浦市とは、夏には鷹栖町の小学生が訪問し、冬には松浦市の小学生が鷹栖町へ訪問し、交流事業を行っている。

### 姉妹都市
- ゴールドコースト市（オーストラリア連邦クイーンズランド州）

1995年（平成7年）11月18日提携
平成7年3月、友好都市のアルバート市が、隣接するゴールドコースト市と対等合併し、新ゴールドコースト市が誕生。 平成7年11月には、ゴールドコースト市長ほか10人の公式訪問団が鷹栖町を訪問し、姉妹提携調印式を開催。両町・市長が宣言文に署名し、11月18日、正式に鷹栖町・ゴールドコースト市間で姉妹都市関係が提携された。

## 地域

### 人口
| |                                        |  |
| 鷹栖町と全国の年齢別人口分布（2005年） | 鷹栖町の年齢・男女別人口分布（2005年） |  |
| ■紫色 ― 鷹栖町 ■緑色 ― 日本全国 | ■青色 ― 男性 ■赤色 ― 女性              |  |
| 鷹栖町（に相当する地域）の人口の推移 \| 1970年（昭和45年） \| 7,943人 \| \| \| 1975年（昭和50年） \| 7,130人 \| \| \| 1980年（昭和55年） \| 7,509人 \| \| \| 1985年（昭和60年） \| 7,317人 \| \| \| 1990年（平成2年） \| 6,930人 \| \| \| 1995年（平成7年） \| 6,871人 \| \| \| 2000年（平成12年） \| 7,165人 \| \| \| 2005年（平成17年） \| 7,261人 \| \| \| 2010年（平成22年） \| 7,345人 \| \| \| 2015年（平成27年） \| 7,018人 \| \| \| 2020年（令和2年） \| 6,567人 \| \| |                                        |  |
| 総務省統計局 国勢調査より |                                        |  |
| 1970年（昭和45年） | 7,943人                                |  |
| 1975年（昭和50年） | 7,130人                                |  |
| 1980年（昭和55年） | 7,509人                                |  |
| 1985年（昭和60年） | 7,317人                                |  |
| 1990年（平成2年） | 6,930人                                |  |
| 1995年（平成7年） | 6,871人                                |  |
| 2000年（平成12年） | 7,165人                                |  |
| 2005年（平成17年） | 7,261人                                |  |
| 2010年（平成22年） | 7,345人                                |  |
| 2015年（平成27年） | 7,018人                                |  |
| 2020年（令和2年） | 6,567人                                |  |

### 消滅集落
2015年国勢調査によれば、以下の集落は調査時点で人口0人の消滅集落となっている。
- 鷹栖町 - 北斗20線

### 教育
- 高等学校
  - 北海道鷹栖高等学校
- 小中学校
  - 鷹栖町立鷹栖小学校
  - 鷹栖町立北野小学校
  - 鷹栖町立鷹栖中学校
- 養護学校
  - 北海道鷹栖養護学校

## 交通

### 鉄道
北海道旅客鉄道（JR北海道）函館本線が納内駅 - 近文駅間の嵐山トンネル付近で町域の南端を通過しているが、駅はない。町内からは近文駅のほか宗谷本線永山駅（いずれも旭川市内）が近い。

### バス
- 鷹栖町営バス
- 道北バス：旭川駅前行が発着する。

### 道路
- 高速道路
  - 道央自動車道 : 旭川鷹栖IC・旭川北インターチェンジ(鷹栖町中心部に最寄りのIC)
- 都道府県道
  - 北海道道37号鷹栖東神楽線
  - 北海道道72号旭川幌加内線
  - 北海道道99号和寒鷹栖線
  - 北海道道251号雨竜旭川線
  - 北海道道520号鷹栖東鷹栖比布線
  - 北海道道848号鷹栖江丹別線
  - 北海道道1125号嵐山公園線

## 文化
北野神社
鷹栖町の北野地区にある神社。毎年、8月4日には、「北野神社例大祭」が開催され、獅子舞の演舞が行われる。獅子は頭が1人、胴が5人、獅子とりは1人で、なぎなた、鎖鎌、棒を持ち獅子と対峙する。太鼓、笛の囃子でそれぞれの舞の曲を奏でる。加賀の国（石川県）から伝わり、富山県で行われていた獅子舞を川辺源三郎が鷹栖村へ移住した際に雄獅子を譲り受け、1898年（明治31年）に北野神社へ奉納されたといわれている。
丸山句碑の森
自然そのままの森の中に約180の句碑が立っている。開拓時代の旧家の一部を復元した「玄穹庵（げんきゅうあん）」を、茶室風の建物として活用。エゾエンゴサクなどの季節の草花も楽しめる。
たかすメロディーホール
502の固定席と充実した設備を備えたまちの多目的ホール。年間を通じ音楽・演劇などさまざまな分野の公演を開催している。町内の団体が舞踊や民謡、吹奏楽などを発表する場としても使用されている。ユーカラ織りの用いた座席を備えている。
メロディー橋（北野橋）
1982年（昭和57年）に建設。橋の鉄筋を叩くと音が鳴り、「夕やけこやけ」の曲を奏でる。日本で初めての「メロディーを奏でる橋」ということもあり、各メディアなどで広く取り上げられ、「メロディー橋」と呼ばれるようになった。
たかす丸山パークゴルフ場
丸山調整池の周りに作られたパークゴルフ場。起伏に富んだ地形の54ホールは初心者から上級者までが楽しめるコースとなっている。
パレットヒルズ
自然を生かし、町民と行政が一体となって整備を進めている憩いの杜。展望台からは大雪山連邦を一望でき、5月には丘が満開の桜で彩られる。大雪連邦を一望できる「丘の上の見晴ゾーン」や「さくらフェスタ」「ハレバレパレット」などの各種イベントの会場として利用されている「多目的ゾーン」、パークゴルフが楽しめる「レクリエーションゾーン」がある。

## 名所
- 嵐山公園
- 北邦野草園

## 祭事・催事
- オオカミの里北野クロスカントリー大会（1月）
- たかす歩くスキーフェスティバル（3月）
- たかすジョギングフェスティバル（6月）
- 24時間マラソンソフトボール大会（8月）
- 鷹栖熱夏フェスタ（8月）
- たかすてき音楽祭（11月）

## 特産品・農産物・加工品
北海道有数の米作地帯。「ゆめぴりか」・「ななつぼし」などのブランド米の主要生産地となっている。
ワイナリーもあり、ワインの製造もおこなわれている。
- トマトジュース「オオカミの桃」（鷹栖町農業振興公社）
- ワイン－とわ北斗ヴィンヤード　2018年創業。欧州品種によるアルザススタイルの白ワインを製造。

## 人物

### 鷹栖町の出身人物
- 谷口直樹（北海道テレビ放送アナウンサー）
- 有倉雅史（元プロ野球選手）
- 千葉隆広（プロ野球選手）
- 中江早希（ソプラノ歌手）
- 松下元気（the sheepのボーカル）
- 門馬瑠依（ジャズシンガー）

### 鷹栖町にゆかりのある人物
- 荻田泰永（北極冒険家）
- 辰巳遼（プロバレーボールチームであるヴォレアス北海道の選手）
- 神部俊郎（鷹栖村時代の助役、後に滝川市長）